# Нивы (Жлобинский район)
Нивы (бел. Нівы) — деревня в Солонском сельсовете Жлобинского района Гомельской области Белоруссии.

## География

### Расположение
В 14 км на юг от Жлобина, 1 км от железнодорожной станции Нивы (на линии Жлобин — Калинковичи), 97 км от Гомеля. На западной окраине железная дорога.

## Гидрография
Кругом мелиоративные каналы.

## Транспортная сеть
Транспортные связи по просёлочной, а затем автомобильной дороге Мормаль — Жлобин. Планировка состоит из дугообразной улицы, ориентированной с юго-запада на северо-восток. На севере небольшой обособленый участок застройки. Жилые дома кирпичные и деревянные, усадебного типа. В 1987 году построены кирпичные дома на 50 квартир, в которых разместились переселенцы из загрязнённых радиацией в результате катастрофы на Чернобыльской АЭС мест.

## История
По письменным источникам известна с XIX века как деревня в Рогачёвском уезде Могилёвской губернии Согласно ревизии 1858 года владение князя Л. М. Голицына. С 1880 года действовал хлебозапасный магазин. Согласно переписи 1897 года находились школа грамоты, хлебозапасный магазин, круподробилка, ветряная мельница.
В 1930 году организован колхоз «Красная нива». Во время Великой Отечественной войны в июне 1943 года оккупанты сожгли 100 дворов и убили 40 жителей. Освобождена 26 июня 1944 года. На фронтах и в партизанской борьбе погиб 81 житель, в память о погибших в 1979 году установлен обелиск. Согласно переписи 1959 года центр колхоза «Нива». Работают средняя школа, Дом культуры, библиотека, школа-сад, 2 магазина, остановочный павильон, отделение связи, амбулатория, детские ясли-сад.

## Население

### Численность
- 2004 год — 309 хозяйств, 787 жителей.

### Динамика
- 1858 год — 34 двора, 216 жителей.
- 1897 год — 62 двора, 476 жителей (согласно переписи).
- 1925 год — 149 дворов.
- 1940 год — 106 дворов, 483 жителя.
- 1959 год — 871 житель (согласно переписи).
- 2004 год — 309 хозяйств, 787 жителей.